# Fabrizio Catanese
Fabrizio Catanese (* 16. März 1950 in Florenz) ist ein italienischer Mathematiker, der sich mit Algebraischer Geometrie und Komplexer Analysis (Funktionentheorie mehrerer komplexer Variabler) sowie mit Differentialgeometrie, komplexer Geometrie und kommutativer und homologischer Algebra befasst.

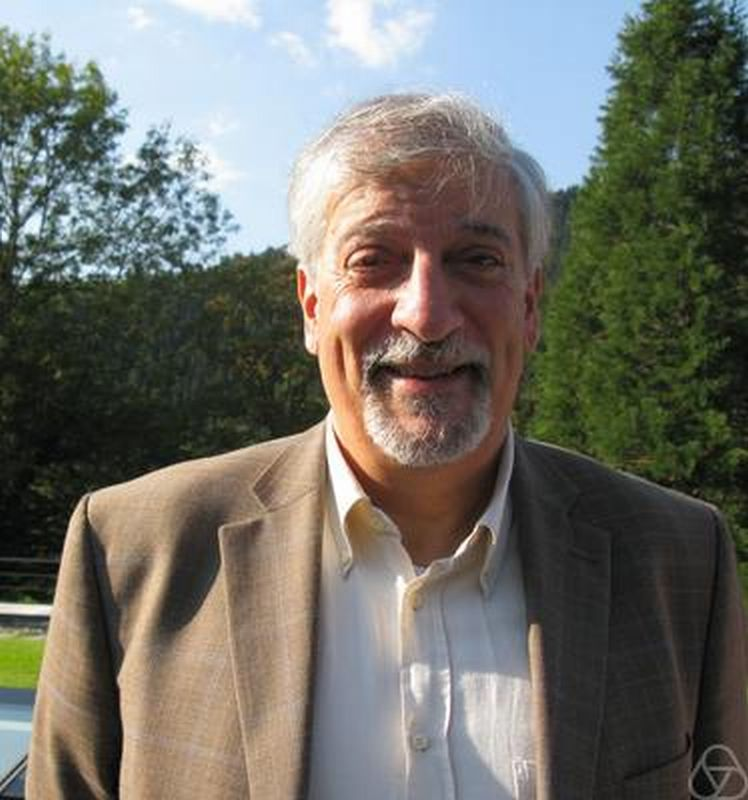
Fabrizio Catanese, Oberwolfach 2011

Catanese nahm als Schüler 1968 an der Mathematikolympiade in Moskau teil und studierte an der Scuola Normale Superiore in Pisa und an der Universität Pisa. 1972 machte er seinen Lizenziats- und Laurea-Abschluss (bei Enrico Bombieri, Fibrati lineari analitici secondo Fischer Prill) und war danach Assistent und ab 1976 Assistenzprofessor an der Universität Pisa. 1980 erhielt er dort eine volle Professur. 1981/82 war er am Institute for Advanced Study. Von 1994 bis 1997 war er Professor am Zentrum Beniamino Segré der Accademia dei Lincei in Rom. Von 1997 bis 2001 war er Professor an der Universität Göttingen und 2001 wurde er Professor an der Universität Bayreuth.
Er befasste sich unter anderem mit der Geometrie der Brennpunkte zu algebraischen Varietäten und mit den Modulräumen algebraischer Flächen. Zum Beispiel gab er Schranken für die Dimension der Modulräume algebraischer Flächen und untersuchte deren globale Eigenschaften (Singularitäten, Anzahl von irreduziblen und Zusammenhangskomponenten u. a.). Neben Klassifikation im Komplexen befasst er sich auch mit Klassifikation algebraischer Flächen im Reellen.
Mit Claude LeBrun bewies er für alle {\displaystyle k\geq 2} die Existenz von glatten kompakten {\displaystyle 4k}-dimensionalen Mannigfaltigkeiten mit zwei Einsteinmetriken, deren Skalarkrümmungen einander entgegengesetzte Vorzeichen haben, womit sie eine Vermutung von Arthur Besse widerlegten.
Von 2007 bis 2012 war er Koordinator der DFG-Forschungsgruppe Classification of algebraic surfaces and compact complex manifolds.
Er war unter anderem Gastprofessor an der University of California, San Diego, an der ETH Zürich, der Stanford University, der Florida State University, der University of Michigan in Ann Arbor, der Columbia University und am Korea Institute for Advanced Study. Außerdem war er unter anderem am RIMS in Kyoto, am Max-Planck-Institut in Bonn (wo er von 2000 bis 2006 im Fachbeirat war), am MSRI, dem Isaac Newton Institute, dem Institut Henri Poincaré, am Mittag-Leffler-Institut, in Hongkong, Amsterdam, Utrecht und am CIRM in Barcelona. 2001 wurde er Direktor der Mathematik-Abteilung des International Centre for Theoretical Physics (ICTP) in Triest und 2005 wurde er Direktor des CIRM in Trient. 1998 wurde er Mitglied der Accademia dei Lincei und 2000 der Göttinger Akademie der Wissenschaften. 2015 wurde er in die Academia Europaea gewählt.
Er ist Herausgeber des Journal of Algebraic Geometry.
1993 erhielt er die Goldmedaille der Societa Italiana delle Scienze, 1984 den Bartolozzi-Preis und 1974 den Preis der Italienischen Mathematischen Gesellschaft.
Im Jahr 2013 bekam Fabrizio Catanese vom Europäischen Forschungsrat den ERC Advanced Grant für ein fünfjähriges Forschungsprojekt zuerkannt.
Er ist mit der Mathematikerin Ingrid Bauer verheiratet.

## Schriften
- Babbage’s conjecture, contact of surfaces, symmetric determinantal varieties and applications, Inventiones Mathematicae, Band 63, 1981, S. 433–465
- On the Moduli Spaces of Surfaces of General Type, J. Diff. Geometry, Band 19, 1984, S. 483–515.
- Moduli of surfaces of general type, Algebraic geometry - open problems, Proc. Conf., Ravello/Italy 1982, Lect. Notes Math. 997 (1983), 90–112
- Automorphisms of Rational Double Points and Moduli Spaces of Surfaces of General Type”, Comp. Math. 61 (1987) 81–102.
- mit Claude LeBrun: On the scalar curvature of Einstein manifolds, Math. Res. Lett. 4, No. 6 (1997), 843–854.
- mit C. Trifogli, Focal loci of algebraic varieties. I, Commun. Algebra 28, No. 12, (2000) 6017–6057.
- Moduli spaces of surfaces and real structures, Annals of Mathematics, Band 158, 2003, S. 577–592
- Moduli of algebraic surfaces, in Theory of Moduli, Proc. CIME 1985, Lecture Notes in Mathematics, Springer Verlag 1988, S. 1–83